# Adler Adél
Erkel Ferencné Adler Adél (Győr, 1820. április 6. – Gyula, 1899. március 4.) magyar zongoraművész, zongoratanár, Adler György lánya, Erkel Ferenc felesége.

## Élete
Adler György zeneszerző második gyerekeként született. Anyai dédapja Istvánffy Benedek zeneszerző volt. Családjával 1827-ben költöztek Budára, ahol az Úri utcai Czigler-házban laktak. Bécsben tanult zongorázni, virtuóz zongorajátékos lett. 
Adlerék albérlője volt Erkel Nepomuk János jogász, Erkel Ferenc testvére, aki 1839-ben magas lázzal járó betegségében házasságot ígért az őt ápoló Adélnak, amit meggyógyulása után visszavont. Ezután vette nőül – becsületből – Erkel Ferenc Adélt. 1839. augusztus 29-én házasodtak össze. Nászútra Gyulára mentek, ahol egy közös hangversenyt is adtak a megyében létesülő kórház megsegítésére. A pár eleinte az Úri utcai házban lakott, majd Pestre, a Magyar utca 1-be költözött, ami közel volt a Nemzeti Színházhoz.
Erkel Ferencnek és Adler Adélnak tizenegy gyermeke született:
- Gyula (1841–1909) karmester, zeneszerző, zongoraművész, timpanista.
- Elek (1842–1893) karmester, zeneszerző.
- László (1844–1896) zongoraművész, karnagy.
- Sándor (1846–1900) zeneszerző, karmester, az Operaház igazgatója.
- Mária Anna (1848–1919) ikrek
- Imre Károly (1848) újszülött korában meghalt
- Lajos (1850–1906) operaénekes, sakkozó.
- Ilona Antónia (Ilka) (1853–1869) gyermekként meghalt
- Oszkár Ferenc (1855–1856) gyermekként meghalt
- Ferenc Pál (1856–1863) gyermekként meghalt
- István (1858–1933) m. kir. postafőfelügyelő[5]

Az 1848–49-es forradalom és szabadságharc idején Gyulán éltek. 1860-ban a házaspár valószínűleg anyagi okok miatt elvált, és Adélt László és Ferenc nevű fiával volt férje Gyulára küldte Rezső (Rudolf) nevű orvos testvéréhez. Adél az ő házában lakott haláláig. Részt vett a közéletben is, tagja volt a Gyulai Nőegylet választmányának. Megbecsült zongoratanár lett a környéken, a Wenckheim-Almásy grófi család házi zongoratanítója volt.  A később Bartókot tanító László fia is az ő tanítványa. 1896-ban részt vett Erkel Ferenc gyulai szobrának avatásán. 1899-ben hunyt el Gyulán.